# Erik Pačinda
Erik Pačinda (sinh 9 tháng 5 năm 1989) là một cầu thủ bóng đá Slovakia hiện tại thi đấu cho câu lạc bộ Fortuna Liga FC DAC 1904 Dunajská Streda.

### Bàn thắng quốc tế
Bàn thắng và kết quả của Slovakia được để trước.
| #  | Ngày                | Địa điểm                                    | Đối thủ  | Bàn thắng | Kết quả | Giải đấu         |
| -- | ------------------- | ------------------------------------------- | -------- | --------- | ------- | ---------------- |
| 1. | 25 tháng 3 năm 2018 | Sân vận động Rajamangala, Bangkok, Thái Lan | Thái Lan | 3–1       | 3–2     | Cúp Nhà vua 2018 |